# Edmund Muskie

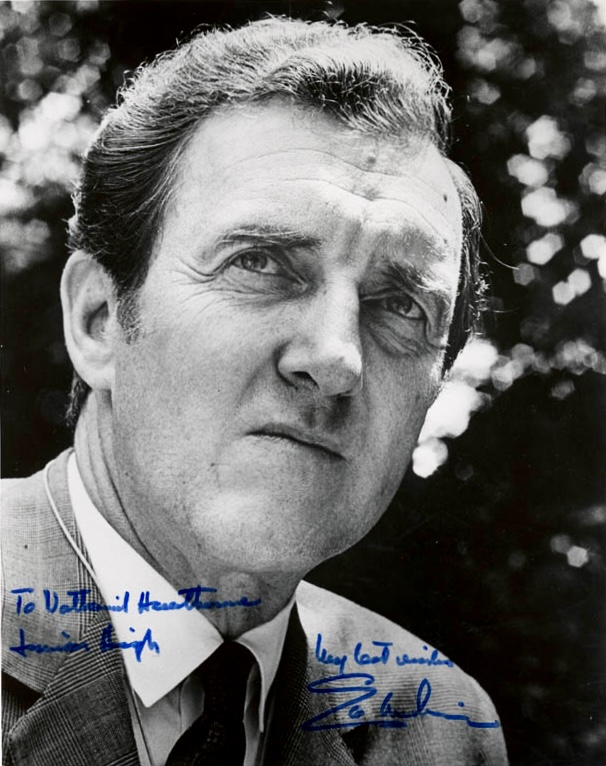
Edmund Muskie

Edmund „Ed“ Sixtus Muskie (* 28. März 1914 in Rumford, Maine; † 26. März 1996 in Washington, D.C.) war ein US-amerikanischer Politiker aus dem Bundesstaat Maine. Er amtierte als Gouverneur von Maine, US-Senator und Außenminister der Vereinigten Staaten; ferner kandidierte er 1968 für das Amt des US-Vizepräsidenten.

## Frühe Jahre und politischer Aufstieg
Edmund Muskie stammte aus einer polnisch-amerikanischen Familie und war das zweite von sechs Kindern. Sein Vater Stephen Marciszewski war 1903 in die USA eingewandert, wo er als Schneider arbeitete und 1914 vor der Geburt seines zweiten Sohnes seinen Familiennamen in Muskie änderte; seine Mutter Josephine Czarnecka war Hausfrau. Muskie absolvierte im Jahr 1936 das Bates College und im Jahr 1939 die juristische Fakultät der Cornell University. Während des Zweiten Weltkrieges diente er in der US Navy. Nach dem Krieg trat er der Demokratischen Partei im damals traditionell republikanischen Bundesstaat Maine bei. Zwischen 1946 und 1952 war er Abgeordneter im Repräsentantenhaus von Maine. Von 1952 bis 1956 gehörte er dem Democratic National Committee an. Im Jahr 1954 wurde er gegen den republikanischen Amtsinhaber Burton M. Cross zum neuen Gouverneur von Maine gewählt.

## Gouverneur von Maine
Muskie trat sein neues Amt am 5. Januar 1955 an. Nach einer Wiederwahl im Jahr 1956 konnte er bis zum 2. Januar 1959 amtieren. Während dieser Zeit wurde die Schulpolitik des Staates durch einen höheren Etat verbessert. Das Gleiche galt auch für das Gesundheitswesen. Damals wurde auch das Ministerium für Handel und Industrie gegründet. Der Ausbau des Straßenbaus wurde durch den Verkauf von Staatsanleihen in Höhe von 25 Millionen Dollar vorangetrieben. Die Mehrwertsteuer wurde um ein Prozent erhöht und die Amtszeit der Gouverneure von Maine von zwei auf vier Jahre verlängert. Nach seiner Wahl in den US-Senat trat Muskie am 2. Januar 1959 von seinem Amt zurück. Das war genau fünf Tage vor dem eigentlichen Ablauf seiner Amtszeit. Diese Lücke musste von Robert Haskell, dem Präsidenten des Senats von Maine, überbrückt werden, der die Amtszeit Muskies beendete.

## Senator, Präsidentschaftskandidat und Außenminister

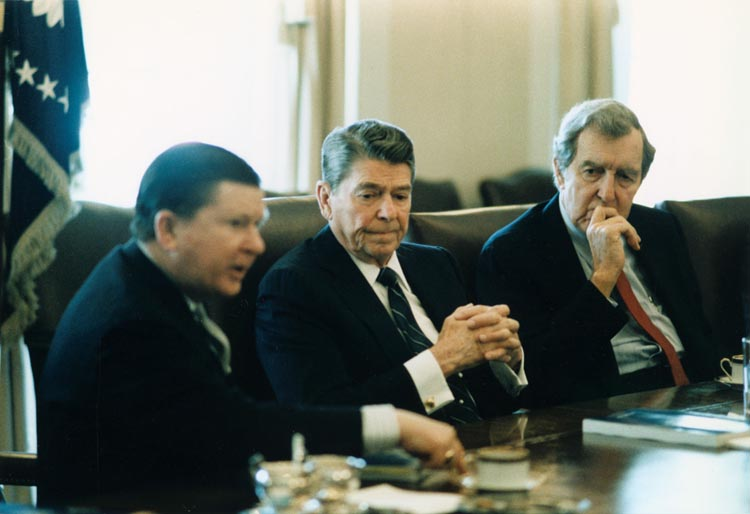
Edmund Muskie (rechts) mit Präsident Ronald Reagan (Mitte) und Senator John Tower, 1987

Im Jahr 1958 gewann Muskie die Wahl gegen den Republikaner Frederick G. Payne und wurde US-Senator. In den Jahren 1964, 1970 und 1976 wurde er wiedergewählt. Somit vertrat er zwischen 1959 und 1980 seinen Staat im Kongress.
1968 war er der demokratische Kandidat für die amerikanische Vizepräsidentschaft an der Seite von Hubert H. Humphrey. Da die Wahlen dieses Jahres aber vom Republikaner Richard Nixon gewonnen wurden, blieb diese Kandidatur erfolglos. 1972 scheiterte eine Bewerbung um die US-Präsidentschaft schon in den Vorwahlen. Der Grund dafür waren Sabotageaktionen (genannt „Rattenficken“) des in die Watergate-Affäre verwickelten Donald Segretti. Sein Höhepunkt war ein gefälschter Brief des demokratischen Kandidaten Muskie (mit seinem Briefkopf), der mit Lügengeschichten an Journalisten und Kongressabgeordnete geschickt wurde. Sie mussten erst mühsam dementiert werden. Ein anderer gefälschter Brief wurde so manipuliert, als ob Muskie seine frankokanadischen Wähler mit dem Schimpfwort Canucks bedachte. Bei weiteren Manipulationen wurde Muskies Stab diskreditiert. Als Muskie bei einer Wahlveranstaltung die Dinge richtigstellen wollte, versagten seine Nerven und er brach öffentlich in Tränen aus. Damit war die Kandidatur Muskies vorbei.
Die Funktion als Außenminister der USA hatte Muskie vom 8. Mai 1980 bis 18. Januar 1981 unter Präsident Jimmy Carter inne. Im Kabinett trat er die Nachfolge von Cyrus Vance an; nach Carters Wahlniederlage gegen Ronald Reagan schied auch er aus der Regierung aus. Edmund Muskie starb am 26. März 1996. Er war mit Jane Grey verheiratet, mit der er fünf Kinder hatte.

## Ehrungen
1969 wurde Muskie in die American Academy of Arts and Sciences gewählt.